# 4581 Асклепій
(4581) Асклепій (дав.-гр. Ἀσκληπιός) — навколоземний астероїд із групи Аполлонів, який характеризується дуже витягнутою орбітою, через що, рухаючись навколо Сонця, він, крім земної орбіти, перетинає ще й орбіти Венери й Марса.
Астероїд відкрили 31 березня 1989 року американські астрономи Генрі Гольт (Henry E. Holt) і Норман Томас (Norman G. Thomas) із Паломарської обсерваторії. Його названо на честь Асклепія — давньогрецького бога медицини й лікування. Примітно, що існує інший астероїд, названий на честь цього ж бога, але в його латинському варіанті Ескулап — (1027) Ескулапія.

## Орбіта
Астрономів цей астероїд цікавить насамперед своїми тісними зближеннями із Землею. Зокрема, 22 березня 1989 року він пролетів поряд із нашою планетою на відстані лише 684 000 км (0,00457 а. о.) — тобто відстань до нього становила лише два радіуси орбіти Місяця. За космічними мірками це надзвичайно близько: по суті, він пролетів точно через те місце, де Земля перебувала за 6 годин до того. Астероїд було відкрито лише за 9 днів до цього прольоту. За розрахунками геофізиків, якби він влучив у Землю, виділилася б енергія, порівнянна з вибухом 600-мегатонної ядерної бомби.
Відкриття подальших років показали, що існує цілий клас подібних потенційно небезпечних для Землі космічних об'єктів. Припускають, що тісні зближення з астероїдами аналогічних розмірів відбуваються досить часто, приблизно раз на 2—3 роки, але до початку автоматичних комп’ютеризованих пошуків навколоземних об’єктів вони залишалися непоміченими.
16 серпня 2012 року відбулося ще одне наближення Асклепія до Землі, але цього разу астероїд пройшов від неї на значно більшій відстані — 16,137 млн км (0,10787 а. о.), тобто понад 400 радіусів орбіти Місяця. Під час цього зближення яскравість астероїда досягала зоряної величини 18,7.
Наступного тісного зближення астероїда із Землею доведеться чекати кілька десятиліть: воно відбудеться 24 березня 2051 року. Мінімальна відстань до Землі становитиме 1,8 млн км (0,012 а. о.), або 4,5 радіуса орбіти Місяця. Це буде 8-ме за рахунком зближення астероїда із Землею у XXI столітті на відстань менше ніж 30 млн км.
Унаслідок численних зближень не тільки із Землею, а й із Венерою та Марсом, орбіта Асклепія зазнає значних гравітаційних збурень з боку цих планет, що дає змогу впевнено прогнозувати подальші зближення астероїда із Землею лише до 2127 року. «Лабораторія реактивного руху» (JPL) зазначає, що у 2135 році астероїд, імовірно, пройде на відстані від 0,02 до 0,17 а. о. від Землі.